# Heinrich Schmid
Heinrich Schmid tidligere Malerwerkstätten Heinrich Schmid er en tysk håndværks- og byggevirksomhed. I 1914 etablerede Heinrich Schmid en malerforretning.
I 2020 havde de 5.774 ansatte fordelt på 175 afdelinger i 5 lande. Omsætningen var på 606 mio. euro.